# Patrick Botela
Patrick Botela (...) è un giocatore di football americano francese che gioca come wide receiver per i Cougars de Saint-Ouen-l'Aumône.

## Palmarès
- 1 Europeo (2018)